# Галенково (Роменский район)
Галенково (укр. Галенкове) — село,
Погожекриницький сельский совет,
Роменский район,
Сумская область,
Украина.
Код КОАТУУ — 5924187602. Население по переписи 2001 года составляло 73 человека .

## Географическое положение
Село Галенково находится на расстоянии в 1 км от сёл Шиловское и Яковенково, в 5-и км от города Ромны.
По селу протекает пересыхающий ручей с большой запрудой.
Рядом проходит автомобильная дорога Т-1913.